# 梁羽生文學獎
梁羽生文學獎，是為紀念著名武俠小說家梁羽生而設立的大眾文學獎，由南都報系和梁羽生故鄉廣西蒙山县人民政府主辦，獎勵各種不同類型的大眾小說。
首屆獎項包括杰出贡献奖一名，武侠玄幻奖、科幻小说奖、侦探悬疑奖、爱情都市奖、历史军事奖各一名，評選範圍是三年内由华人作家创作并在中国内地正式出版的图书，或发表在中国内地网络文学平台的华人作者作品。
2018年舉辦第一屆之後，至今沒有第二屆獎項的消息。

## 得主

### 第一屆（2018）
2018年6月14日在蒙山縣揭曉。
- 武侠玄幻类大奖：雨楼清歌《一瓣河川》
- 科幻小说类大奖：郝景芳《孤独深处》
- 侦探悬疑类大奖：石一枫《借命而生》
- 爱情都市类大奖：林奕含《房思琪的初恋乐园》
- 历史军事类大奖：酒徒《大汉光武①少年遊》
- 杰出贡献奖：蔡骏

## 外部連結
- 首屆梁羽生文學獎官方網站 （页面存档备份，存于）